# Uncharted Waters 2: New Horizons
Uncharted Waters 2: New Horizons is een videospel voor het platform Super Nintendo Entertainment System. Het spel werd uitgebracht in 1994.